# Assemblée nationale (Cameroun)
Pour les autres articles nationaux ou selon les autres juridictions, voir Assemblée nationale.
Xe législature
Palais des Verres Paul Biya
L'Assemblée nationale (en anglais : National Assembly) est la chambre basse du parlement du Cameroun. Les 180 membres, appelés députés, sont élus pour un mandat de cinq ans.

## Historique
L'histoire parlementaire débute avec l'ARCAM (Assemblée représentative du Cameroun) qui a vu le jour sous l'impulsion du gouvernement français le 22 décembre 1946 en République du Cameroun. L'ARCAM devient ensuite l’Assemblée territoriale du Cameroun (ATCAM) le 30 mars 1952. L’ATCAM mute en Assemblée législative du Cameroun (ALCAM) le 10 mai 1957. Et à la suite des élections législatives camerounaises de 1960, l'ALCAM est remplacée par la première Assemblée nationale du Cameroun (ANC) le 10 avril 1960. 
Lors de la Réunification du Cameroun le 1er octobre 1961, l'Assemblée nationale fédérale est instituée avec les deux Assemblées des États fédérés: l'Assemblée Législative du Cameroun Oriental (ALCAMOR) et l’Assemblée Législative du Cameroun Occidental (ALCAMOC). L'Assemblée nationale fédérale a été remplacée par la seconde Assemblée nationale au terme des élections législatives du 18 mai 1973, à la suite de l'avènement de la République unie du Cameroun, conformément à l'article 12 de la Constitution du 2 Juin 1972. Cette nouvelle Assemblée nationale compte 120 députés en 1973, puis 150 députés à la suite de la modification constitutionnelle du 21 juillet 1983. C'est la modification constitutionnelle du 17 mars 1988 qui instaure le chiffre de 180 députés jusqu'à ce jour.

## Système électoral
Depuis 1992, les 180 membres de l'Assemblée sont élus pour cinq ans selon un mode de scrutin mixte alliant scrutin uninominal majoritaire à un tour et scrutin de liste majoritaire avec listes bloquées et une dose de proportionnelle.
Le pays est ainsi découpé en quarante-neuf circonscriptions d'un ou plusieurs sièges. Les différents partis proposent dans chacune d'elles des listes comportant autant de candidats que de sièges à pourvoir.
Dans les circonscriptions uninominales, le candidat ayant recueilli le plus de voix est élu à la majorité relative. Dans les circonscriptions plurinominales, par contre, seule une liste ayant recueilli la majorité absolue des voix remporte la totalité des sièges. Si aucune liste n'atteint ce seuil, la liste arrivée en tête reçoit la moitié des sièges — arrondie à l'unité supérieure si besoin —, et l'autre moitié est répartie entre les listes restantes ayant franchi un seuil électoral de 5 %, la répartition se faisant à la méthode du plus fort reste avec quotient de Hare. Les listes sont bloquées, ni le vote préférentiel ni le panachage n'étant autorisés.

## Composition
À la suite des élections législatives du 9 février 2020, la composition est la suivante :
| Parti                                              | Sièges |
| -------------------------------------------------- | ------ |
| Rassemblement démocratique du peuple camerounais   | 152    |
| Union nationale pour la démocratie et le progrès   | 7      |
| Front social démocratique                          | 4      |
| Parti camerounais pour la réconciliation nationale | 5      |
| Union démocratique du Cameroun                     | 4      |
| Front pour le salut national du Cameroun           | 3      |
| Mouvement pour la défense de la République         | 2      |
| Union des mouvements socialistes                   | 2      |
| Front pour le changement au Cameroun               | 1      |
| Total                                              | 180    |

À la suite de la crise anglophone dans les régions du Nord-Ouest et du Sud-Ouest, les élections dans une partie de ces régions de la république ont été annulées par le Conseil Constitutionnel, laissant 13 sièges vacants. Les électeurs sont alors appelés à voter ultérieurement. Les élections partielles se tiennent finalement le 22 mars.

## Liste des présidents
| Nom                                                    | Début                              | Fin                                |
| République du Cameroun (1960-1961)                     | République du Cameroun (1960-1961) | République du Cameroun (1960-1961) |
| ------------------------------------------------------ | ---------------------------------- | ---------------------------------- |
| Louis Kemayou                                          | 17 mai 1960                        | 10 octobre 1961                    |
| République fédérale du Cameroun (1961-1972)            |                                    |                                    |
| Assemblée nationale fédérale                           |                                    |                                    |
| Marcel Marigoh Mboua                                   | 11 mai 1962                        | 20 mai 1972                        |
| Assemblée législative du Cameroun Oriental (ALCAMOR)   |                                    |                                    |
| Louis Kemayou                                          | 1961                               | 1970                               |
| Sanda Oumarou                                          | 1970                               | 1972                               |
| Assemblée législative du Cameroun Occidental (ALCAMOC) |                                    |                                    |
| Paul Kale                                              | 1962                               | 1966                               |
| Willie Ndep Orock Effiom                               | 1968                               | 1972                               |
| République unie du Cameroun (1972-1984)                |                                    |                                    |
| Salomon Tandeng Muna                                   | 14 juin 1973                       | 4 février 1984                     |
| République du Cameroun (depuis 1984)                   |                                    |                                    |
| Salomon Tandeng Muna                                   | 4 février 1984                     | 1988                               |
| Fonka Shang Lawrence                                   | 1988                               | 1992                               |
| Cavayé Yeguié Djibril                                  | 3 mars 1992                        | en cours                           |